# Rory Currie
Rory Currie (* 20. Februar 1998 in Lanark) ist ein schottischer Fußballspieler, der zuletzt bei Heart of Midlothian unter Vertrag stand.

## Karriere
Rory Currie spielte ab seinem neunten Lebensjahr für vier Jahre bei den Glasgow Rangers. Danach war er in der Youth Academy des Erzrivalen Celtic Glasgow aktiv, bevor er vier Jahre später erneut zu den Rangers kam. Im Juli 2016 wechselte der Stürmer zu Heart of Midlothian. Zunächst kam er dort in der U 20 zum Einsatz. Am 26. November 2016 gab er sein Debüt als Profi in der ersten Mannschaft der Hearts gegen den FC Motherwell, als er für Don Cowie eingewechselt wurde. Im Januar 2017 konnte der junge Stürmer in der 4. Runde des schottischen Pokals gegen die Raith Rovers sein erstes Profitor erzielen. Im März 2017 verlängerte der 19-Jährige seinen Vertrag bis zum Jahr 2020.